# ام‌جی مگنت

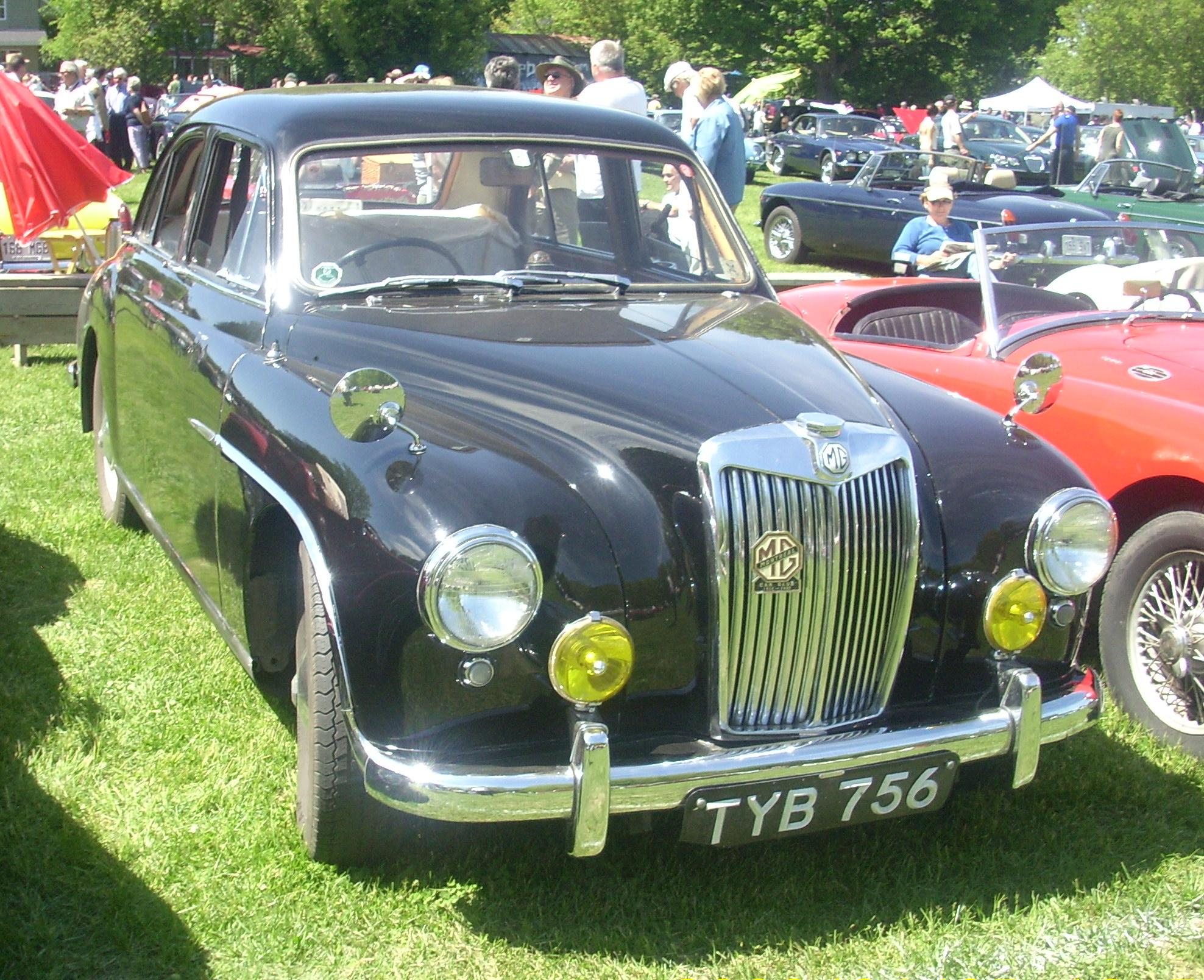

ام‌جی مگنت (MG Magnette) خودرویی است که در سال‌های ۱۹۵۳ تا ۱۹۶۸۶۷،۵۹۶تولید شده‌است.
این خودرو در کلاس خودرو سایز متوسط قرار گرفته، طراحی آن خودروهای موتور جلو-محور عقب بوده است.